# Fernoël
Fernoël település Franciaországban, Puy-de-Dôme megyében. Lakosainak száma 136 fő (2022. január 1.). Fernoël Basville, Flayat és Giat községekkel határos.

## Népesség
A település népességének változása:
| Lakosok száma | 132  | 127  | 136  | 131  | 132  | 134  | 135  | 135  | 136  |
|               | 2013 | 2015 | 2016 | 2017 | 2018 | 2019 | 2020 | 2021 | 2022 |